# TMC (Fernsehsender)
TMC Monte Carlo ist ein französischsprachiger Fernsehsender. Er stammt ursprünglich aus Monaco, kann mittlerweile aber auch in ganz Frankreich empfangen werden.
Der Sender wurde 1954 gegründet und ist somit der zweite Privatsender nach Telesaar in Europa. Bis 2010 wurde der Sender zu jeweils 40 % von TF1 und der AB Groupe sowie zu 20 % vom Fürstentum Monaco gehalten. 2010 kaufte TF1 die Anteile der AB Groupe, am 9. Juni 2016 wurden auch die Anteile des Fürstentums Monaco übernommen. Seitdem ist die Groupe TF1 alleiniger Eigentümer von TMC.

## Programm
- TMC infos tout en images, Nachrichtensendung
- TMC découverte, Dokumentarreihe
- TMC pour rire, Comedysendung
- TMC cuisine, Kochsendung
- TMC charme, Erotikserie
- Monacoscope, Nachrichtensendung
- Eurovision Song Contest, Musikwettbewerb (seit 2007 nicht mehr ausgestrahlt)

In den letzten Jahren wurden vermehrt Sportereignisse auf TMC übertragen.